# Neun Forderungen der Nassauer
Mit den Neun Forderungen der Nassauer formulierten am 1. März 1848 im Zuge der Märzrevolution unter Federführung des liberalen Politikers August Hergenhahn die Bürger des Herzogtums Nassau ihren Ruf nach bürgerlichen Rechten. Die Forderungen, die ganz dem liberalen Denken des Bürgertums entsprachen, erhielten in dieser Reihenfolge folgende neun Punkte:
1. Volksbewaffnung
2. Pressefreiheit
3. Einberufung eines deutschen Parlaments
4. Vereidigung des Militärs auf die Verfassung
5. Vereinigungsfreiheit
6. Öffentlichkeit der Schwurgerichtsverfahren
7. Umwandlung der Domänen in Staatseigentum
8. Wahlrecht für alle Staatsbürger
9. Religionsfreiheit

Sie wurden mittels Flugblättern und Mundpropaganda im ganzen nassauer Land verbreitet. Am 4. März 1848 versammelte sich eine Menge von 30.000 Menschen, was etwa einem Drittel der männlichen Bevölkerung des Herzogtums entsprach, auf dem Schloßplatz in Wiesbaden vor dem Stadtschloss, riefen nach dem Herzog und drohten, das Schloss zu stürmen.
Herzog Adolf von Nassau, der in der Tradition seines Vaters eigentlich streng konservativ und reaktionär eingestellt war, reiste eiligst aus Berlin an, beugte sich dem Druck der liberalen Freiheitlichen und stimmte notgedrungen den Forderungen weitestgehend zu. Hergenhahn wurde am 16. April 1848 zum Ministerpräsidenten des Herzogtums ernannt. Unter ihm wurden in der Folge einige fortschrittliche Gesetze verabschiedet.